# Drimia rotunda
Drimia rotunda ist eine Pflanzenart der Gattung Drimia in der Familie der Spargelgewächse (Asparagaceae). Das Artepitheton rotunda stammt aus dem Lateinischen, bedeutet ‚gerundet‘ und verweist auf die kugelförmigen Blüten.

## Beschreibung
Drimia rotunda wächst mit an der Bodenoberfläche befindlichen oder oberirdischen Zwiebeln, die breiter als hoch sind. Sie sind sukkulent, grünlich oder mit dünnen, papierigen Zwiebelschuppen bedeckt. Durch Teilung entstehen häufig Gruppen. Die zahlreichen dunkelgrünen, schmal lanzettlichen Laubblätter sind halbaufrecht bis ausgebreitet und erscheinen nach den Blüten. Ihre leicht sukkulente Blattspreite ist bis zu 20 Zentimeter lang und 0,7 Zentimeter breit. Sie besitzt eine verdickte Mittelrippe.
Der Blütenstand erreicht eine Länge von bis zu 40 Zentimeter. Der Blütenschaft ist bis zu 20 Zentimeter lang. Die Blüten sind locker angeordnet. Die schmal lanzettlich-linealischen Brakteen sind 5 bis 8 Millimeter lang und an ihrer Basis dreinervig. Ihr verschieden geformter, dünner Sporn weist eine Länge von 1,5 bis 2 Millimeter auf. Die Blüten stehen an dünnen, 20 bis 25 Millimeter langen Blütenstielen. Die kugelförmige, grünlich weiße bis grünlich braune Blütenhülle erreicht einen Durchmesser von 7 bis 8 Millimeter. Die Staubfäden sind pfriemlich, die Staubbeutel eiförmig.

## Systematik und Verbreitung
Drimia rotunda ist im Westen von Madagaskar verbreitet.
Die Erstbeschreibung als Rhodocodon rotundus durch Henri Perrier de La Bâthie wurde 1931 veröffentlicht. John Charles Manning und Peter Goldblatt stellten die Art 2004 in die Gattung Drimia.

## Nachweise